# Sainte-Alauzie
Sainte-Alauzie là một xã thuộc tỉnh Lot tây nam Pháp. Xã có diện tích 12,22 km², dân số theo điều tra năm 1999 là 109 người. Khu vực này có độ cao trung bình 156 mét trên mực nước biển.